# Rhaphuma quercus
Rhaphuma quercus là một loài bọ cánh cứng trong họ Cerambycidae.